# Vivaro Romano
Vivaro Romano (U Juaru in dialetto vivarese), conosciuto ufficialmente come Vivaro fino al 1872, è un comune italiano di 156 abitanti della Città metropolitana di Roma Capitale nel Lazio, al confine con l'Abruzzo.
Alla data del 1º gennaio 2024, sulla base della sua popolazione, è il Comune meno abitato della Città metropolitana di Roma Capitale e il terzo di tutta la Regione Lazio, dopo Marcetelli e Micigliano.

## Geografia fisica

### Territorio

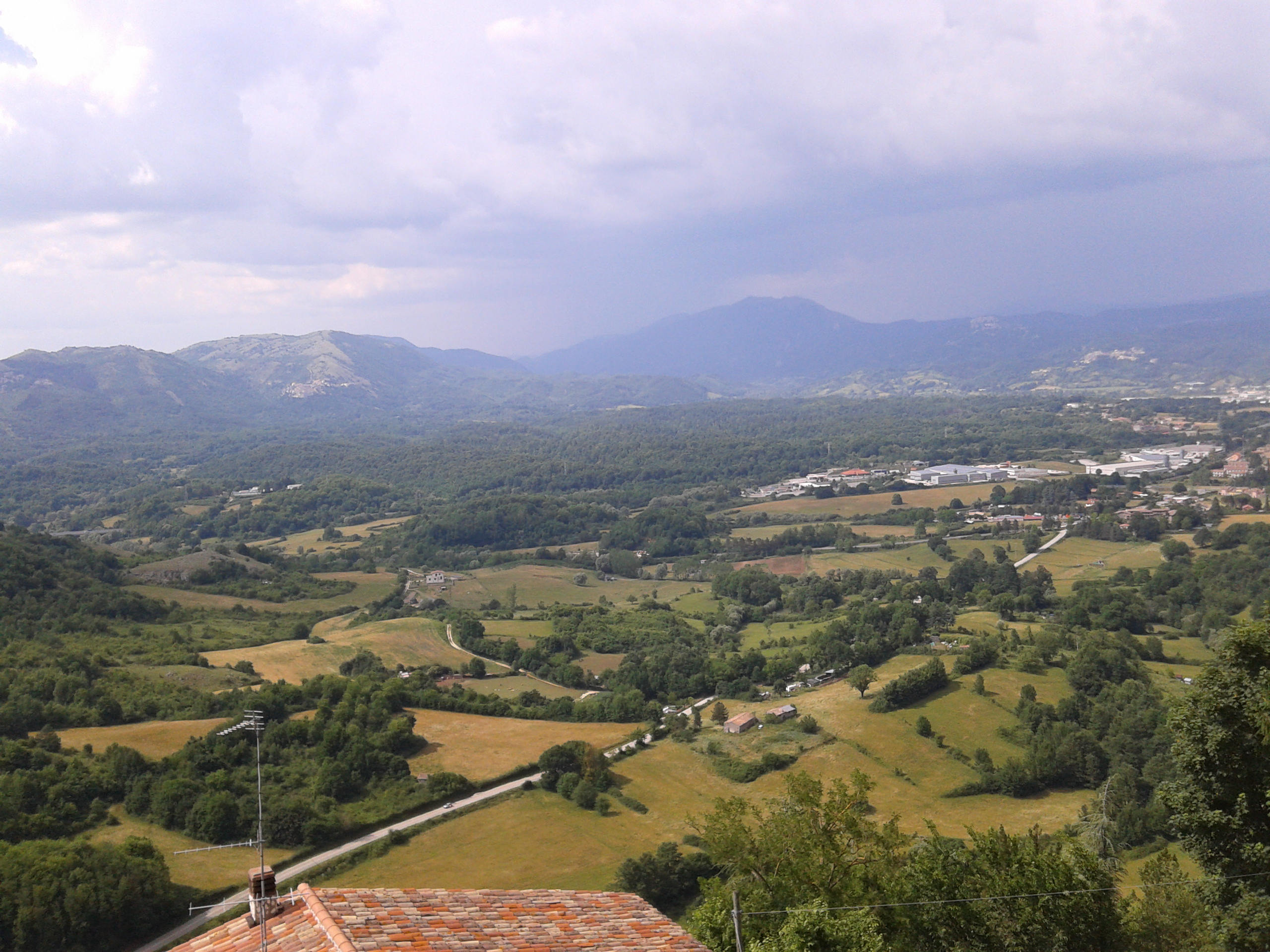
La Piana del Cavaliere vista da Oricola con Vivaro Romano sullo sfondo.

Il Comune è arroccato su uno sperone di roccia chiamato Colle Gennaro, propaggine del monte Croce (1.080 m s.l.m.) uno dei rilievi della catena dei monti Lucretili (o monti Lucretini), vicino al confine geografico orientale del Lazio con l'Abruzzo e la Provincia dell'Aquila e affacciato sulla vicina Piana del Cavaliere.
Il territorio comunale è caratterizzato per la presenza di numerose fonti sorgive, alla base della sua fondazione e usate ancora oggi per l'approvvigionamento idrico comunale.

### Clima
- Classificazione climatica: zona E, con 2.855 gradi giorno e 14 ore di accensione giornaliera massima degli impianti di riscaldamento dal 15 ottobre al 15 aprile.[7]

### Sismicità
- Classificazione sismica: zona 2 (sismicità media).

## Storia

### Origini ed età romana
Il territorio dell'attuale Comune di Vivaro Romano fu abitato dagli Equi sin dall'VIII secolo a.C. e proprio dalla storia di questo popolo con i vicini romani nasce l'abitato. Fu in particolare intorno al 302 a.C. che gli Equi, attaccata la colonia romana di Alba Fucens e provocando così uno scontro con la Repubblica Romana, si videro assoggettati alla neonata colonia di Carsioli (o Carseoli).
Con la fondazione della colonia fa la comparsa per la prima volta il nome latino di Vivarium, per il quale esistono due possibili derivazioni: la prima deriverebbe dal significato del latino vivarium come luogo dove mantenere le bestie feroci, ovvero come luogo dove si svolgeva l'intensa attività di allevamento che nutriva la colonia; la seconda e più accreditata deriverebbe dall'enorme quantità di fonti sorgive che arricchisce la zona di Vivaro Romano ancora oggi, tra cui la fonte di San Benedetto ('a Fonte 'e Santu Binjittu in vivarese) che Carseoli sfruttò con la costruzione di una grande acquedotto.

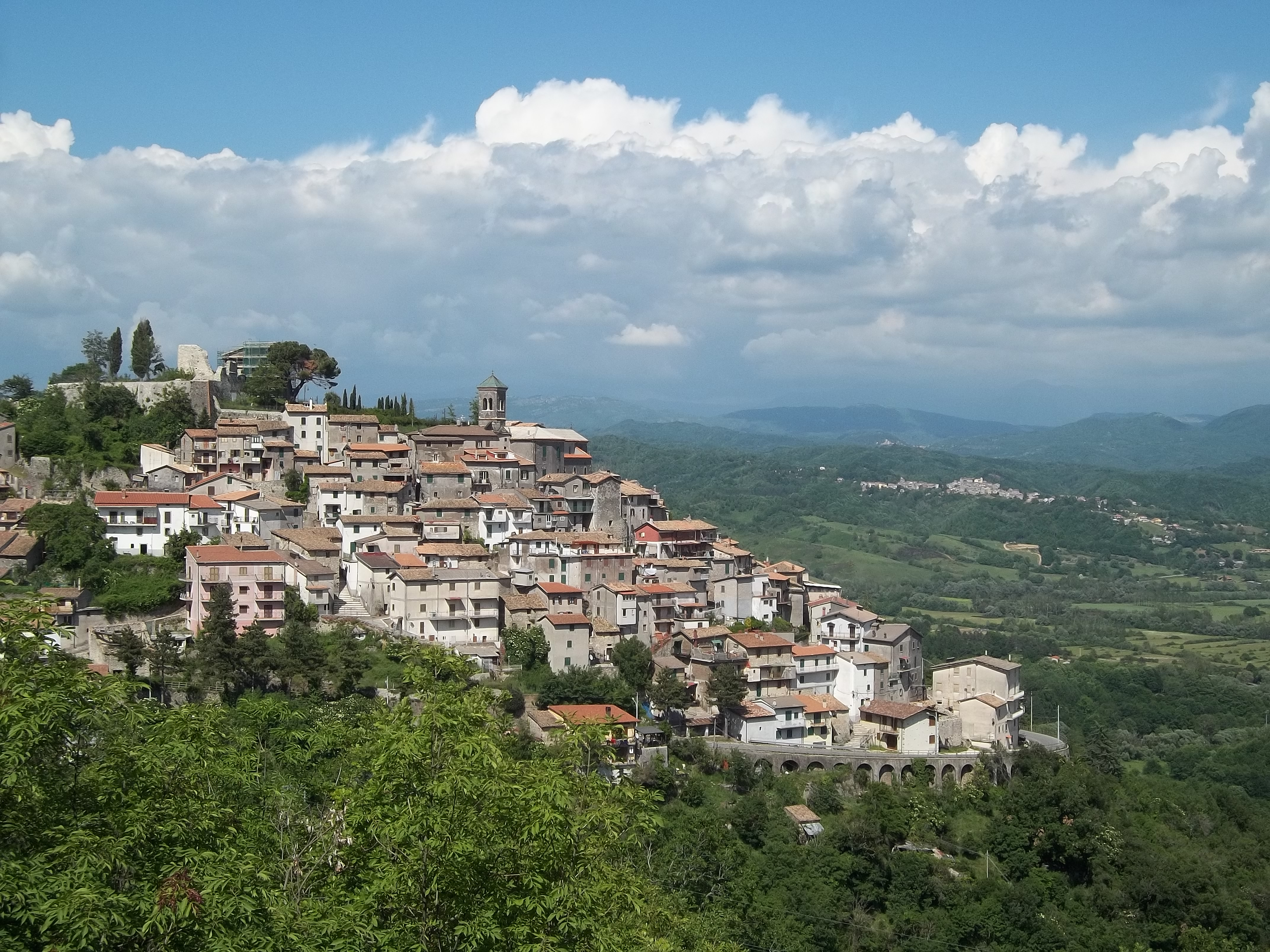
Veduta aerea di Vivaro Romano dalla strada che collega l'abitato al Comune di Vallinfreda.

### Età feudale
Vivaro seguì quindi le vicissitudini dell'impero romano; dopo le invasioni barbariche divenne parte del longobardo Ducato di Spoleto. Intorno all'XI secolo entrò nei domini dell'importante Abbazia di Farfa; compare infatti per la prima volta in un documento dei Registri Farfensi come donazione all'Abbazia nel 1012 da parte di tale Transarico figlio di Mainfredo. Tale possedimento fu confermato dall'imperatore Enrico VI di Svevia nel 1118.
Durante il feudalesimo sul paese si avvicendarono diverse signorie: dal XIV secolo spettò agli Orsini, che incominciarono la costruzione del castello nel 1440; a questi successero i Brancaleone intorno al 1474, i Cenci, i Vitelli, i Ceuli; di quest'ultima famiglia rimane testimonianza nella presenza del loro stemma familiare sulla grande fontana-abbeveratoio fatta costruire alla fonte della Scentella.
Da un documento del novembre 1525 risulta che il signore di Vivaro, Alimonte Brancaleoni, difese con successo il suo privilegio sul paese in una complicata controversia ereditaria contro i Cherubini e i Coppari. In seguito a tali eventi gli abitanti del borgo si costituirono in communitas o universitas, cercando di mantenere la loro indipendenza dai signori del castello, forma associativa che dura ancora oggi grazie all'università agraria, costituita in modo ufficiale nel 1907.
Di questa forma associativa rimane memoria negli Statuti approvati il 9 agosto 1560 dai Brancaleoni "per Universitatem castri nostri Vivarij facta et composita", di cui rimane una copia del 1738, divisa in sei libri e 170 capitoli, in volume manoscritto di 102 fogli scritti avanti e retro:
- Libro I - Delle Cause Civili si compone di 19 capitoli, e tratta propriamente dei Magistrati e degli Officiali della Comunità.
- Libro II continua l’argomento delle Cause Civili in 39 capitoli.
- Libro III - De Maleficij, come dire dei Delitti, in capitoli 34.
- Libro IV - Delli Danni Dati o propriamente dei danneggiamenti, in capitoli 38.
- Libro V - Delli Estraordinarij, ossia dei casi per i quali non è previsto un formale processo, in capitoli 33.
- Libro VI - Delli Arti, che riguarda in particolar modo i mestieri, in capitoli 7.
- Chiude il volume l’indice per libri e capitoli.

### Il Principato dei Borghese
Il 17 novembre 1609 Papa Paolo V Borghese acquistò il feudo a vantaggio del nipote Marcantonio II Borghese, figlio di Giovanni Battista Borghese, principe di Vivaro, segnando la trasformazione del feudo in un Principato.
Nel 1656 il borgo fu duramente colpito dalla pestilenza, tanto che da una popolazione di 600 persone circa si arrivò a 182 vivaresi con una mortalità di quasi il 70%.
Con l'inasprirsi dei rapporti tra lo Stato Pontificio e Napoleone, Vivaro fu coinvolta negli eventi legati alla fuga del Papa e la neonata Repubblica Romana, una delle repubbliche sorelle filo-francesi. Contro di questa Vivaro iniziò una resistenza, dopo l'uccisione nella vicina Macchia del Sèsera di un componente del corpo d'insorgenti; guidata dal fabbro-ferraio Mastro Lavinio Ferruzzi, al quale è oggi dedicata una delle vie principali del borgo, gli insorgenti si asserragliarono nel castello; attaccati dall'esercito francese più volte e presi dalla fame, alla fine la popolazione fu ospitata dalla vicina comunità di Vallinfreda mentre i volontari rimasti, 25 uomini capitanati dal fabbro, resistettero fino a venire sopraffatti dall'esercito francese.
A seguito di questi eventi, gli stessi abitanti di Vivaro decisero di distruggere completamente il castello vendendone i materiali, tanto che il Principe all'epoca titolare della proprietà, Marcantonio IV Borghese, se ne lamenta in una notifica ufficiale del 6 luglio 1799.

### Età moderna
Con la Restaurazione seguita al Congresso di Vienna, Papa Pio VII Chiaramonti elevò il borgo a Comune, sembra come compenso per la resistenza opposta dai vivaresi all'esercito dei francesi.
A metà dell'Ottocento, Vivaro fu ovviamente attraversata dal movimento del Risorgimento italiano, tanto che accolse per qualche giorno i volontari di Giuseppe Garibaldi dopo gli esiti della battaglia di Mentana, quando Parroco e Priore del Comune era Camillo di Pietro padre del futuro Cardinale Angelo Di Pietro. Alla guida della comunità vivarese si pose Gio. Giacomo Cerini che viene ricordato per aver innalzato l'Albero della Libertà e poi divenuto anche parte della Giunta provvisoria comunale, presieduta da Giuseppe Mazzetti.

Nel 1902 il Cardinale Angelo di Pietro, vivarese di nascita, affrancò il Comune di Vivaro dal debito che ancora aveva nei confronti dei Borghese, prendendo tutti i possedimenti dell'ex feudo e lasciandoli ai vivaresi stessi che ancora oggi lo amministrano attraverso l'università agraria.

Lo stemma comunale.

### Simboli
Lo stemma e il gonfalone del Comune sono stati concessi con il Decreto del Presidente della Repubblica del 28 maggio 2010.
(D.P.R. 28.05.2010)
Il gonfalone è un drappo di verde con la bordatura di giallo.
La rosa canina è un fiore tipico delle montagne della zona. L'immagine di una vipera può essere collegata all'errata interpretazione dell’origine del nome del paese quale corruzione di Viprarius, ossia "paese delle vipere".

### Ricorrenze
- 21 gennaio: festa di Sant'Antonio Abate.
- 3 febbraio: festa del patrono San Biagio Vescovo e Martire.
- 4-6 agosto: festa della compatrona Santa Maria Illuminata.
- 6 agosto: commemorazione dei caduti vivaresi di tutte le Guerre.

## Monumenti e luoghi d'interesse

### Architetture religiose

#### Chiesa di San Biagio Vescovo e Martire
È la chiesa principale di Vivaro Romano, frutto di una ricostruzione totale avvenuta nel 1910 sulla chiesa medioevale precedente. Nei documenti storici appare per la prima volta nel 1505, nella nota delle Decime che la chiesa doveva al Vescovo di Tivoli, tuttavia si ritiene probabile la sua esistenza sin dai tempi dell'incastellamento del Castrum.

#### Chiesa votiva a Sant'Antonio di Padova
Il culto a S. Antonio di Padova è presente nel paese sin dal 1609, con un'immagine all'altare della Madonna nella chiesa parrocchiale di San Biagio. La chiesa votiva tuttavia è molto più recente e la sua costruzione fu promossa dalla fratellanza dedicata al Santo, presente nel paese almeno dal 1896, con inizio dei lavori il 29 agosto 1928 e benedizione il 30 giugno 1929.
La cappella è estremamente semplice, grande 6x5 metri e dotata sui lati di grandi finestre per permettere di seguire le funzioni religiose anche rimanendo all'esterno. Un grande lampadario in ferro battuto pende dal soffitto e una nicchia nella parete di fondo ospita la statua del Santo.

#### Santuario di Santa Maria Illuminata
Di fondazione incerta, da ricercare nel XIII secolo, dato che il santuario viene citato per la prima volta nel 1282 in una bolla papale, sorge sul colle di Santa Maria a 3 km dal paese ed era legato alla presenza di un piccolo convento, abolito intorno al 1653 con il Decreto della Sacra Congregazione, relativo alla soppressione dei piccoli conventi.
Il culto dell'Illuminata è legato a una leggenda miracolosa, secondo la quale il dipinto fu trovato da un pastore richiamato da una luce sfolgorante - da cui l'appellativo Illuminata; riportato al paese, il dipinto venne miracolosamente ritrovato per due volte nel luogo della scoperta, segno che quello doveva essere il luogo della sua definitiva dimora.
A ricordo di tale evento si è storicamente svolta una processione, in passato il 5 agosto durante la mattina che nel 1962 il parroco Don Angelo Matini convinse a spostare alla sera della vigilia, con fiaccole e torce che dal Santuario accompagna la Madonna in Paese.
Intorno agli inizi del XX secolo il Santuario fu sottoposto a un restauro complessivo per merito del Cardinale Angelo Di Pietro ed è durante un restauro del dipinto, nel novembre 1951, che fu portato alla luce sotto l'immagine seicentesca della Vergine Maria un'immagine risalente all'incirca al XIII secolo.
A seguito di un furto avvenuto il 28 marzo 1984, fu creata una copia del dipinto, che prese il posto del dipinto trafugato.

### Architetture civili

#### Fontanile di Piazza della Peschiera
L'amministrazione comunale nel 1911 fece ricostruire il grande fontanile monumentale di acqua pubblica come servizio agli abitanti in luogo del precedente fontanile fatto costruire intorno alla metà del XIX secolo. Si compone di un abbeveratoio e una lunga panca in pietra con in alzato lo stemma comunale e una targa a ricordo dell'evento.

#### Fontana della Scentella
Fu forse la prima fontana pubblica del Borgo, fatta costruire probabilmente dalla famiglia dei Ceuli, che si contesero il feudo vivarese intorno alla metà del XVI secolo, di cui rimane testimonianza nello stemma familiare.
È una fontana in pietra di forma triangolare, con lo stemma dei Ceuli in posizione centrale vicino alla punta superiore, e una vasca abbeveratoio lunga quanto tutto la base della fontana.

#### La Mola
Conosciuto con il nome di Mola, trattasi di un antico mulino della famiglia vivarese De Angelis costruito nel 1867, funzionante fino ai primi anni del secondo dopoguerra e oggetto di un restauro conservativo nel 2024, nell'ambito del PNRR italiano, che ha compreso il recupero della facciata originale, un nuovo tetto ligneo nel rispetto delle tecniche costruttive del XIX secolo, il rinnovamento degli infissi in legno e del portale originale d'ingresso e la sistemazione degli spazi esterni.
Particolarmente interessante a livello locale per il suo sistema di funzionamento: le macchine utili alla macinazione delle granaglie erano infatti azionate grazie all'energia cinetica verticale dell'acqua, che dalla fonte sorgiva di San Benedetto passa come ruscello ad alimentare un bacino artificiale – la Refòta in dialetto locale – posizionata accanto al mulino e a una quota più alta di circa 3 metri; dal bacino artificiale le macchine venivano azionate lasciando muovere l'acqua con un movimento "a cascata".

#### La Moletta
Appartenente alla stessa famiglia De Angelis, è situato a valle del primo mulino, a quota 590 m s.l.m., lungo lo stesso ruscello, in modo da sfruttarne lo stesso meccanismo. Anche questo oggi non è più utilizzato anche se la località dove si trova viene chiamata ancora oggi con il nome del mulino.

#### Altro
- Cavea teatrale.
- Portale seicentesco del Castello.

### Architetture militari

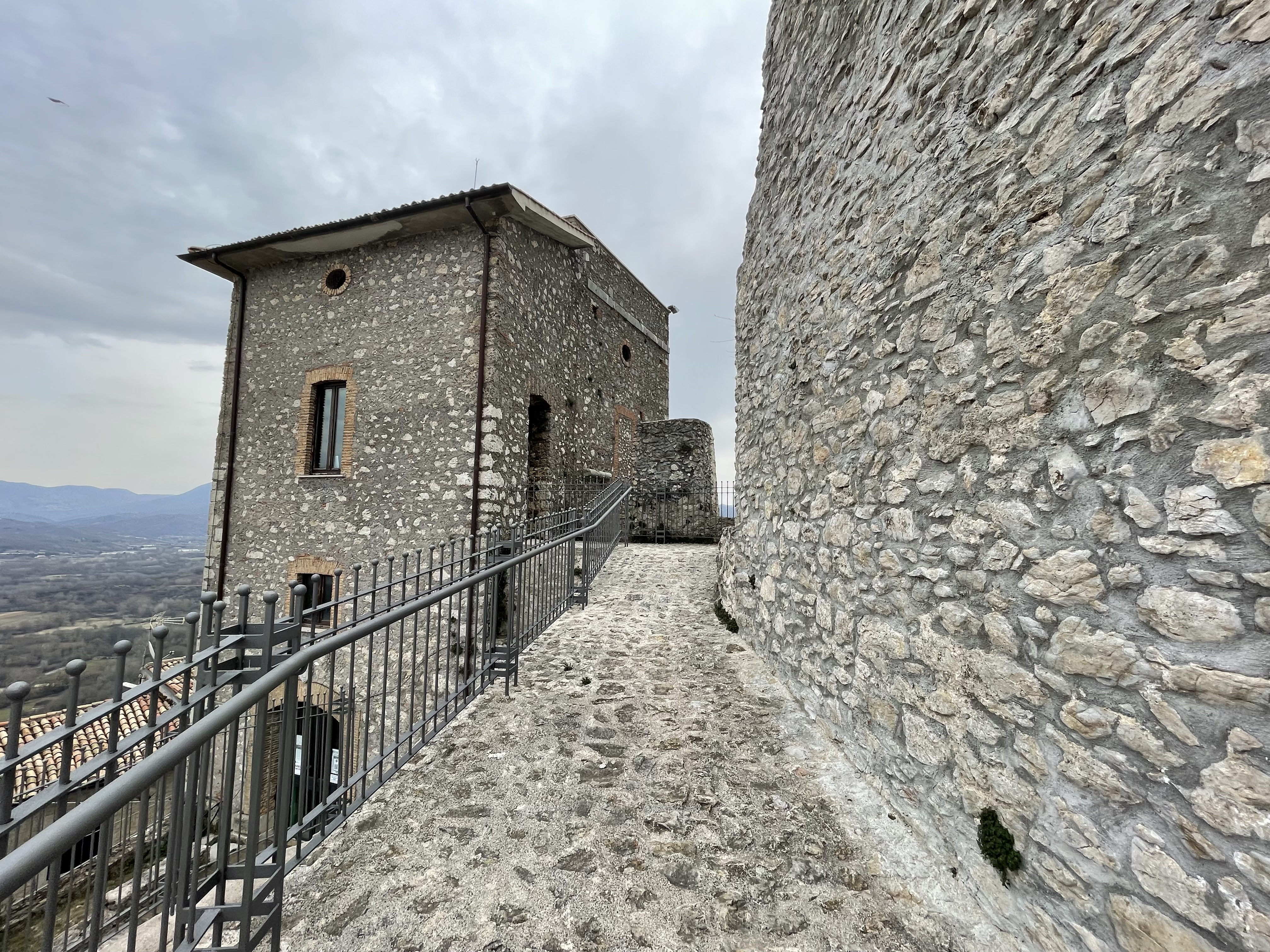
La Torretta del Castello Borghese sul sentiero che porta al secondo piano del Museo Castrum Vivarii.

#### Castello Borghese
La presenza di un primo castello va fatta risalire ai tempo del Regno Longobardo, anche se compare per la prima volta solo nel 1012, come proprietà della potente Abbazia di Farfa e risulta distrutto intorno al 1048. Quando Vivaro entra a far parte delle proprietà della famiglia Orsini risulta ricostruito e allargato, con la costruzione delle mura difensive per l'abitato, un palazzo baronale e all'interno di questo una cappella a S. Michele. Intorno al XVII secolo, durante il Principato della famiglia Borghese, il castello viene arricchito di un portale d'ingresso che ne sancisce la mutata funzione, da infrastruttura militare a palazzo nobiliare, anche se sarà di nuovo utilizzato a scopo difensivo durante un'insorgenza civile nel 1799 a seguito del quale gli stessi abitanti di Vivaro decisero di distruggerlo completamente.
Oggi ospita il piccolo museo locale Castrum Vivarii ed è utilizzato per lo svolgimento di eventi, nonché come grande giardino al centro dell'abitato.

### Memoriali
- Monumento ai caduti vivaresi di tutte le guerre.
- Monumento all'appuntato dell'arma dei Carabinieri Ippolito Cortellessa.

### Aree naturali
- Il cammino di San Pietro Eremita (anello dell'Evangelizzazione).
- La fonte sorgiva della Nocchia.
- La fonte sorgiva della Scentella.
- La fonte sorgiva di San Benedetto.
- Monte Croce.

## Società

### Evoluzione demografica
| Evoluzione storica |             |        |
| Anno               | Popolazione | Fonte  |
| 1656               | 182         | [ 18 ] |
| 1681               | 439         | [ 44 ] |
| 1982               | 242         | [ 45 ] |
| 1985               | 199         | [ 45 ] |
| 1995               | 244         | [ 46 ] |
| 2005               | 199         | [ 47 ] |
| 2006               | 211         | [ 47 ] |
| 2010               | 194         | [ 47 ] |
| 2015               | 171         | [ 47 ] |
| 2020               | 156         | [ 48 ] |
| 2024               | 153         | [ 49 ] |
| 2025               | 156         | [ 50 ] |

Abitanti censiti

### Etnie e minoranze straniere
Secondo i dati ISTAT al 31 dicembre 2023 la popolazione straniera residente era di 13 persone di cui 6 maschi e 7 femmine. Le nazionalità maggiormente rappresentate in base alla loro percentuale sul totale della popolazione residente erano al 31 dicembre 2015:
- Romania 5 (2,9%)

### Tradizioni e folclore
- Festa di San Biagio Vescovo e Martire, patrono della città, il 3 febbraio.
- Lunedì dell'Angelo, una processione accompagna l'effigie della Santa verso il Santuario di Maria Santissima Illuminata.
- Festa di Santa Maria Illuminata, durante il quale si svolgono vari festeggiamenti:
  - Il 4 agosto una processione con fiaccolata serale riporta l'effigie di Maria dal Santuario alla chiesa parrocchiale di San Biagio;
  - Il 5 agosto breve processione all'interno del paese e concerto bandistico serale;
  - Il 6 agosto una processione per il paese e successiva messa alla piazza vecchia del paese (Piazza della Peschiera) con l'effigie della Santa e le statue delle vecchie confraternite religiose raffiguranti i diversi compatroni della città. Infine alla sera è tradizione che i festeggiamenti si concludano con uno spettacolo pirotecnico.
- Commemorazione civile e benedizione dei caduti vivaresi di tutte le guerre con autorità civili, militari e religiose al monumento ai caduti e al monumento in onore dell'appuntato Ippolito Cortellessa, il 6 agosto.

### Istituzioni, enti e associazioni

#### Università Agraria
Costituitasi in modo ufficiale con verbale di atto firmato il 19 settembre 1907, l'università agraria di Vivaro Romano amministra e gestisce il dominio collettivo destinato ad uso pubblico di circa 978,9632 ha, di cui il 56% circa destinato a pascolo e coltivazioni e il restante di tipo forestale, con boschi di castagno, cerro, orniello, carpino nero e roverella. A questo si aggiungono circa 10 ha nel territorio del Comune di Oricola, in località Sesera, di cui 6 ha costituiti da bosco ceduo a prevalenza di cerro di 12 anni e il rimanente a cespuglieto.
 

Ha la sua sede in vicolo della Paglia 4, in prossimità della piazza del paese ed è dotata di uno proprio stemma, costituito come si legge nello statuto:
(Università Agraria di Vivaro Romano, Statuto)

#### Altro
- Pro loco di Vivaro Romano.
- Associazione Culturale di Varia Umanità e Musica Vivarium.

### Religione
Fervente centro religioso se rapportato agli abitanti, è accertata la presenza nel passato della Confraternita del SS. Sacramento e del SS. Rosario che aveva un proprio oratorio, statuti, cariche amministrative e patrimonio immobiliare, più altre sette "fratellanze", associazioni religiose laicali, dedite al culto dei Santi minori.
La Confraternita, fondata intorno al XVI secolo e operante fino agli inizi del Novecento, fu liquidata nel 1926 per effetto della legge 17 luglio 1890 (cd. «legge Crispi») che costringeva le confraternite religiose a entrare nella Congregazione di Carità di ispirazione statalista. Entrata nella congregazione, la Confraternita investì tutti i suoi capitali nella costruzione dell'asilo.
Oggi a Vivaro Romano è presente la sola chiesa parrocchiale di San Biagio, facente parte della quarta vicaria della diocesi di Tivoli. Sono presenti poi un Santuario dedicato a Maria Santissima Illuminata e una piccola chiesa votiva a Sant'Antonio Abate all'entrata principale del paese.
Inoltre, risultano attive quattro confraternite:
- Confraternita dell’Addolorata
- Confraternita S. Biagio
- Confraternita S. Sebastiano
- Confraternita S. Francesco da Paola

### Qualità della vita
Il reddito pro capite medio dichiarato nel 2022 fu di 16.608 euro, in aumento del 16,67% rispetto alla media di 14.235 euro del 2016. Il 50% della popolazione dichiarava meno di 15.000 euro, mentre il 40,6% si poneva tra i 15.000 e i 26.000 euro; solo il 9,4% dichiarava un reddito medio tra i 26.000 e i 55.000 euro.
Nel 2023, il reddito pro capite medio risulta essere di 20.328 euro, in aumento del 22,39% rispetto al 2022.

## Cultura

### Istruzione

#### Biblioteche
È presente una piccola biblioteca comunale, non facente parte di alcun circuito provinciale né regionale, sito all'entrata dell'abitato e composto di una sala lettura e cinque postazioni per lo studio.

#### Scuole
Attualmente non sono più presenti scuole attive, a causa del progressivo spopolamento dell'abitato; in passato erano presenti:
- Un asilo nido, oggi in disuso;
- La scuola materna di via dei Piani, oggetto di una ristrutturazione complessiva per essere trasformato in un polo civico e spazio di coworking;[66]
- La scuola elementare Ippolito Cortellessa, divenuta una casa per ferie comunale.[67][68]

#### Musei
- Museo Castrum Vivarii, un museo demo etnoantropologico e storico-archeologico situato presso la Torretta del Castello Borghese e facente parte del sistema museale territoriale Medaniene.[69]

### Enogastronomia
- I cioncone, fagioli coltivati storicamente intorno alla valle di Mola Penneo.[70]
- I pizzigli, un tipo di pizzetta fritta con mortadella sopra.
- Le petacce, un tipo di fettuccina corta di farina di farro e grano, condita con sugo di pomodoro, pecorino, aglio, olio e peperoncino.

## Geografia antropica

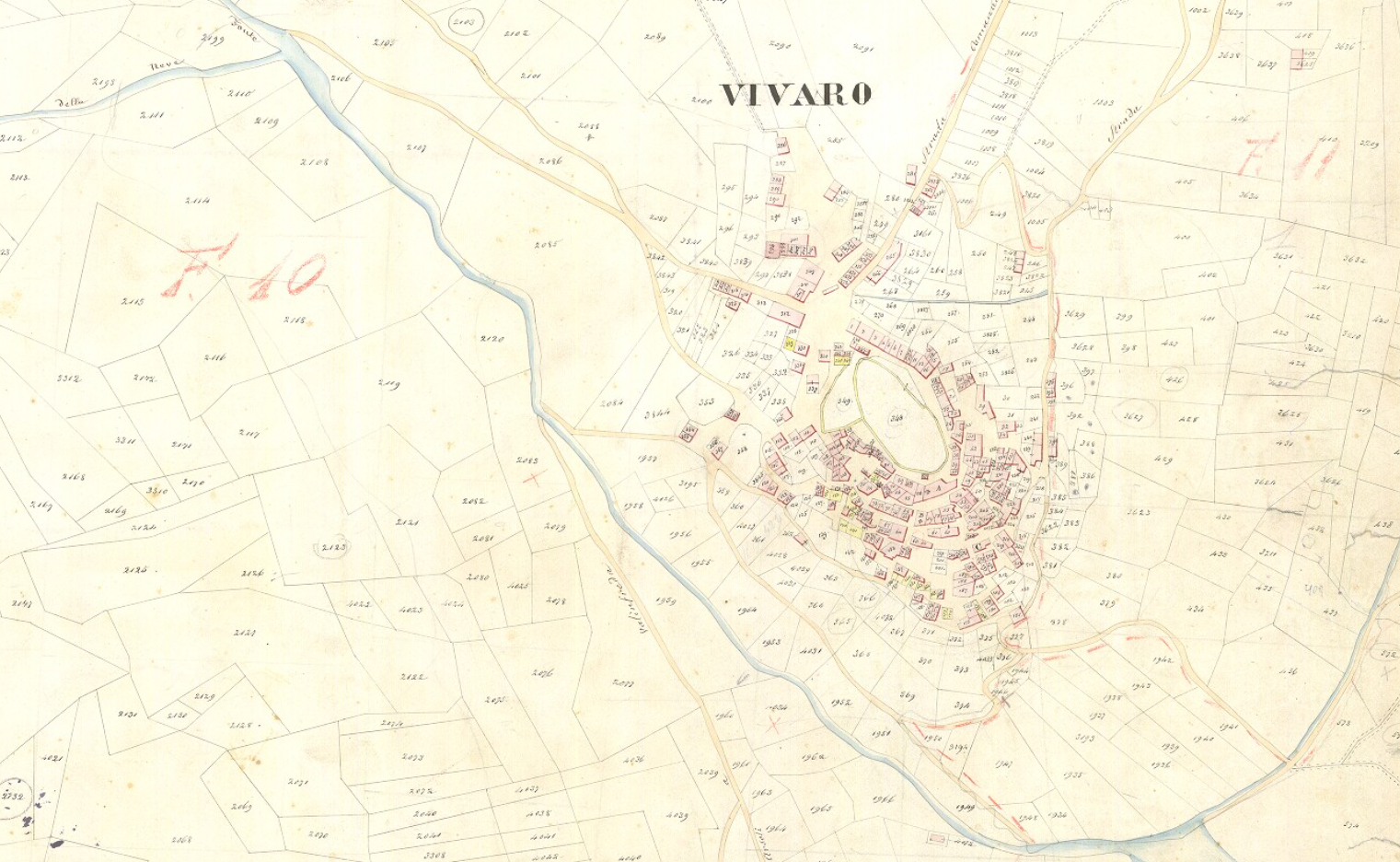
Vivaro nel Catasto Gregoriano nel 1858.

Anticamente il Castrum era caratterizzato dalla presenza di quattro portali d'ingresso: Porta Colle Gennaro, Porta Lancia, Porta Paola e Porta Nova i cui nomi comparivano anche nei nomi delle vie, come via di Porta San Gennaro (oggi via di Mastro Lavinio) o le persistenti via di Porta Paola e via di Porta Nuova.
L'impianto dell'abitato ancora all'Unità d'Italia presentava le caratteristiche del fenomeno dell'incastellamento medioevale: il tessuto edilizio concentrato completamente intorno al castello e alla chiesa, lasciando la maggior parte del territorio all'agricoltura, principale se non unica fonte di sostentamento.
Gli sviluppi più importanti del borgo si devono rintracciare a partire dal XX secolo, tanto che ancora oggi un raffronto tra il Catasto Gregoriano (1858) e le mappe contemporanee mostrano come l'abitato sia rimasto pressocché lo stesso fino a quel momento:
- Il piano stradale fu completamente rivoluzionato: le strade storiche, che a raggiera collegavano il paese ai centri di Vallinfreda, Orvinio e Turania e alla piana dedicata all'agricoltura, furono per la maggior parte abbandonate e la nuova infrastruttura viaria riorientò il paese verso la via Tiburtina e i centri dell'Abruzzo attraverso nuove vie razionali che oggi permettono i collegamenti al Comune solo da due direzioni, Vallinfreda da una parte e la via Turanense dall'altra.
- Si avviò un processo di densificazione edilizia, con nuove edificazioni a compattare il tessuto preesistente.
- L'ingrandimento del paese si sviluppò principalmente lungo la direttrice di via della Selva Grande, con edilizia residenziale, e via Roma, che da collegamento verso Orvieto è diventata il principale "ingresso" al paese e lungo la quale si sono concentrate le strutture pubbliche scolastiche o di uso pubblico.

Nel secondo dopoguerra l'odonomastica del paese fu toccata dalla volontà di onorare figure storiche vivaresi o cittadini caduti in guerra. I nomi antichi di alcune vie, basati su elementi storici o elementi naturali, furono abbandonati e comparvero così via Mastro Lavinio (già via di Porta San Gennaro), via Riccardo di Pietro, via Antonio Sforza, Largo Cardinal di Pietro, via Ascenzio Falchi, via Giovanni de Angelis.
Il Piano Regolatore Generale comunale fu adottato dal Consiglio Comunale con deliberazione n.51 del 27 luglio 1986.

### Località
Numerose sono le località e i toponimi di Vivaro:
- Collenaro e Palaterra, rispettivamente la parte alta e bassa dell'abitato, storicamente divise dalla chiesa parrocchiale di San Biagio.
- Palaparruccia, antica via di confine tra lo Stato Pontificio e il Regno delle Due Sicilie; collega Vivaro Romano alla via Tiburtina e Arsoli senza passare per Vallinfreda e Riofreddo.
- le Molette, il cui toponimo deriva dalla presenza dell'antico mulino De Angelis.
- gliu Crocione, un'area a circa 900 m s.l.m. caratterizzata per la presenza di una croce di vetta.
- gl'Irici, la Porelera, la Lacciara, u Frassittu, Ara Caagli, Ara e gliu Casale, Capistregliu, le Cerqui, u Pisciaregliu, Rencastru e Roscetta.

## Infrastrutture e trasporti

### Strade
- Autostrada dei Parchi Roma-L'Aquila-Teramo, uscite Vicovaro-Mandela (Lazio) e Carsoli-Oricola (Abruzzo).
- SP31c, collegata alla SP34 Via Turanense.
- SP32b, collegata direttamente alla SS5 Via Tiburtina Valeria.
- SP38a che collega Vivaro Romano con Vallinfreda e Riofreddo.

### Ferrovie
Vivaro Romano non è servito direttamente da una stazione ferroviaria.
La linea più prossima è la ferrovia Roma-Sulmona-Pescara che collega il Comune con i maggiori centri del Lazio e dell'Abruzzo attraverso le tre più vicine stazioni:
- Stazione di Arsoli.
- Stazione di Oricola-Pereto.
- Stazione di Carsoli.

### Mobilità urbana
Il Comune è servito da linee bus Cotral che collegano l'abitato con:
- Tivoli, Guidonia Montecelio e Roma, passando per la SS5 Via Tiburtina Valeria o l'autostrada A24;
- il Comune di Carsoli, dov'è presente la stazione della linea ferroviaria Roma-Pescara;

## Amministrazione

### Sindaci
| Nominativo                                           | Partito                                           | Partito                                           | Coalizione                                        | Mandato                                           | Mandato                                           | Affluenza                                         | +/-                                               | Note                                              |
| Nominativo                                           | Partito                                           | Partito                                           | Coalizione                                        | Inizio                                            | Fine                                              | Affluenza                                         | +/-                                               | Note                                              |
| Sindaci eletti dal Consiglio Comunale (1946-1993)    | Sindaci eletti dal Consiglio Comunale (1946-1993) | Sindaci eletti dal Consiglio Comunale (1946-1993) | Sindaci eletti dal Consiglio Comunale (1946-1993) | Sindaci eletti dal Consiglio Comunale (1946-1993) | Sindaci eletti dal Consiglio Comunale (1946-1993) | Sindaci eletti dal Consiglio Comunale (1946-1993) | Sindaci eletti dal Consiglio Comunale (1946-1993) | Sindaci eletti dal Consiglio Comunale (1946-1993) |
| ---------------------------------------------------- | ------------------------------------------------- | ------------------------------------------------- | ------------------------------------------------- | ------------------------------------------------- | ------------------------------------------------- | ------------------------------------------------- | ------------------------------------------------- | ------------------------------------------------- |
| Gino Cortellessa                                     |                                                   | Partito Socialista Italiano                       | PSI-DC-PDS-PR-Lista verde                         | 29 luglio 1988                                    | 7 giugno 1993                                     |                                                   |                                                   | [ 73 ]                                            |
| Sindaci eletti direttamente dai cittadini (dal 1993) |                                                   |                                                   |                                                   |                                                   |                                                   |                                                   |                                                   |                                                   |
| Gino Cortellessa                                     |                                                   | Partito Socialista Italiano                       | PSI-DC-PDS-Indipendenti                           | 7 giugno 1993                                     | 26 aprile 1997                                    | 78,93%                                            |                                                   | [ 74 ]                                            |
| Gino Cortellessa                                     |                                                   | Lista civica di centro-sinistra                   | Lista civica di centro-sinistra                   | 27 aprile 1997                                    | 12 maggio 2001                                    | 80,37%                                            | 1,44                                              | [ 75 ]                                            |
| Gaetano Cerini                                       |                                                   | Lista civica                                      | Lista civica                                      | 13 maggio 2001                                    | 27 maggio 2006                                    | 87,03%                                            | 6,66                                              | [ 76 ]                                            |
| Gaetano Cerini                                       |                                                   | Lista civica                                      | Lista civica                                      | 28 maggio 2006                                    | 14 maggio 2011                                    | 90,48%                                            | 3,45                                              | [ 77 ]                                            |
| Francesco Mezzaroma                                  |                                                   | Lista civica Rinnovamento                         | Liste civiche                                     | 15 maggio 2011                                    | 4 giugno 2016                                     | 87,43%                                            | 3,05                                              | [ 78 ]                                            |
| Beatrice Sforza                                      |                                                   | Lista civica Vivere Vivaro                        | Liste civiche                                     | 4 giugno 2016                                     | 2 ottobre 2021                                    | 87,27%                                            | 0,16                                              | [ 79 ]                                            |
| Beatrice Sforza                                      |                                                   | Lista civica Vivere Vivaro Insieme                | Liste civiche                                     | 3 ottobre 2021                                    | in carica                                         | 80,38%                                            | 6,89                                              | [ 80 ]                                            |

### Altre informazioni amministrative
Repubblica Romana
Dal 15 febbraio 1798 al 19 settembre 1799, durante la prima Repubblica Romana sorta nella scia della Rivoluzione francese, in base all’art. CCCLXVIII della Costituzione della Repubblica Romana il generale Louis Alexandre Berthier dell’Armée d'Italie con il proclama n.139 attribuì Vivaro al Cantone di Riofreddo, appartenente al Dipartimento del Tevere, nominando edili aggiunti i vivaresi Flaviano e Biagio Ferruzzi.
Stato Pontificio
Dal 1816 al 1870 il Comune fu parte della Comarca di Roma, suddivisione amministrativa dello Stato Pontificio, facente parte del distretto di Tivoli, governo di Arsoli.
Regno d'Italia
Dal 1870, in seguito alla presa di Roma e conseguente caduta dello Stato Pontificio, il Comune passò nella Provincia di Roma - fino al 1927 come parte del Circondario di Roma abolito poi dalle riforme amministrative fasciste.
Con il Regio Decreto 1114/1872, emanato il 25 novembre 1872 ed entrato in vigore il 01 gennaio 1873, a seguito della deliberazione del Consiglio Comunale votata il 1º novembre 1872, il Comune assunse l'attuale nome di Vivaro Romano, in luogo del precedente Vivaro.
Repubblica Italiana
Al referendum istituzionale del 1946 nell'ambito della nascita della Repubblica Italiana, i vivaresi votarono in maggioranza per la Monarchia, con 376 voti su 516 votanti - una maggioranza del 77,69% - e un'affluenza del 90,69%, in linea con i risultati della Circoscrizione Roma-Viterbo-Latina-Frosinone di cui Vivaro Romano faceva parte.
Per l'Assemblea Costituente il partito maggiormente votato fu la Democrazia Cristiana con 283 voti (61,39%) su 569 elettori e 516 votanti (un'affluenza del 90,69%); il Fronte dell'Uomo Qualunque raccolse 67 voti (14,73%); il PSIUP 60 voti (13,02%); pochi voti raccolsero il Blocco Nazionale della Libertà con 13 voti (2,82%), il PRI con 11 voti (2,39), il PCI con 7 voti (1.52%) e i monarchici con 4 voti (0,87%).
Nel 2015 entra a far parte della Città metropolitana di Roma Capitale, ente sostitutivo della vecchia Provincia di Roma.
Fa inoltre parte delle organizzazioni sovracomunali:
- X Comunità Montana dell'Aniene.
- Unione dei Comuni del Medaniene (con Anticoli Corrado, Arsoli, Cineto Romano, Riofreddo, Roviano e Vallinfreda).

## Sport

### Impianti sportivi
- Campo sportivo Don Angelo Matini (1908-1999),[87] in località Le Molette, con prato in erba e spogliatoi.
- Campetto a 5, accanto al campo sportivo, in erba sintetica e ristrutturato nel 2022.

## Galleria d'immagini

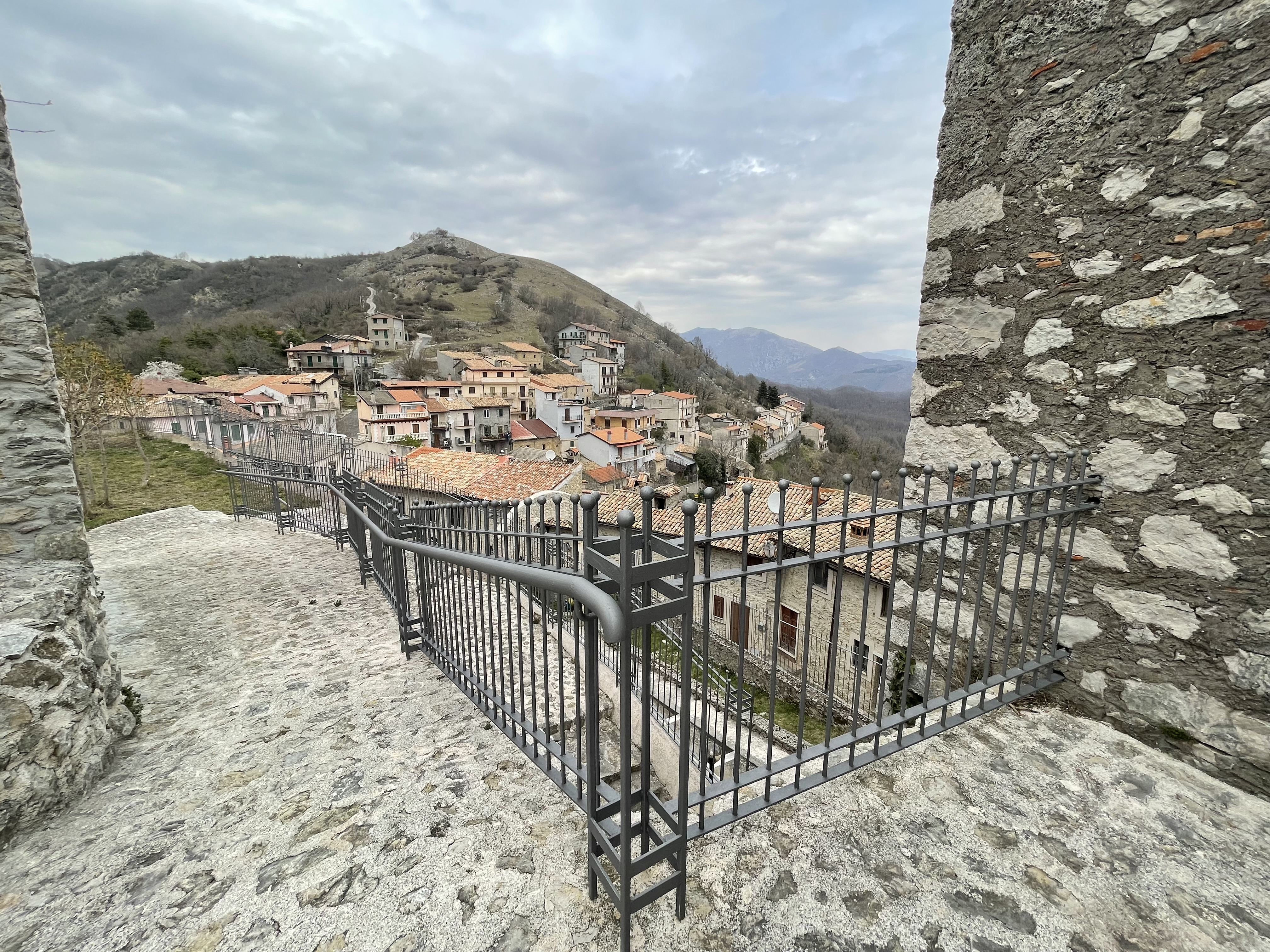
L'area di Collenaru, intorno alla Piazza della Peschiera vista dai resti del Castello Borghese.
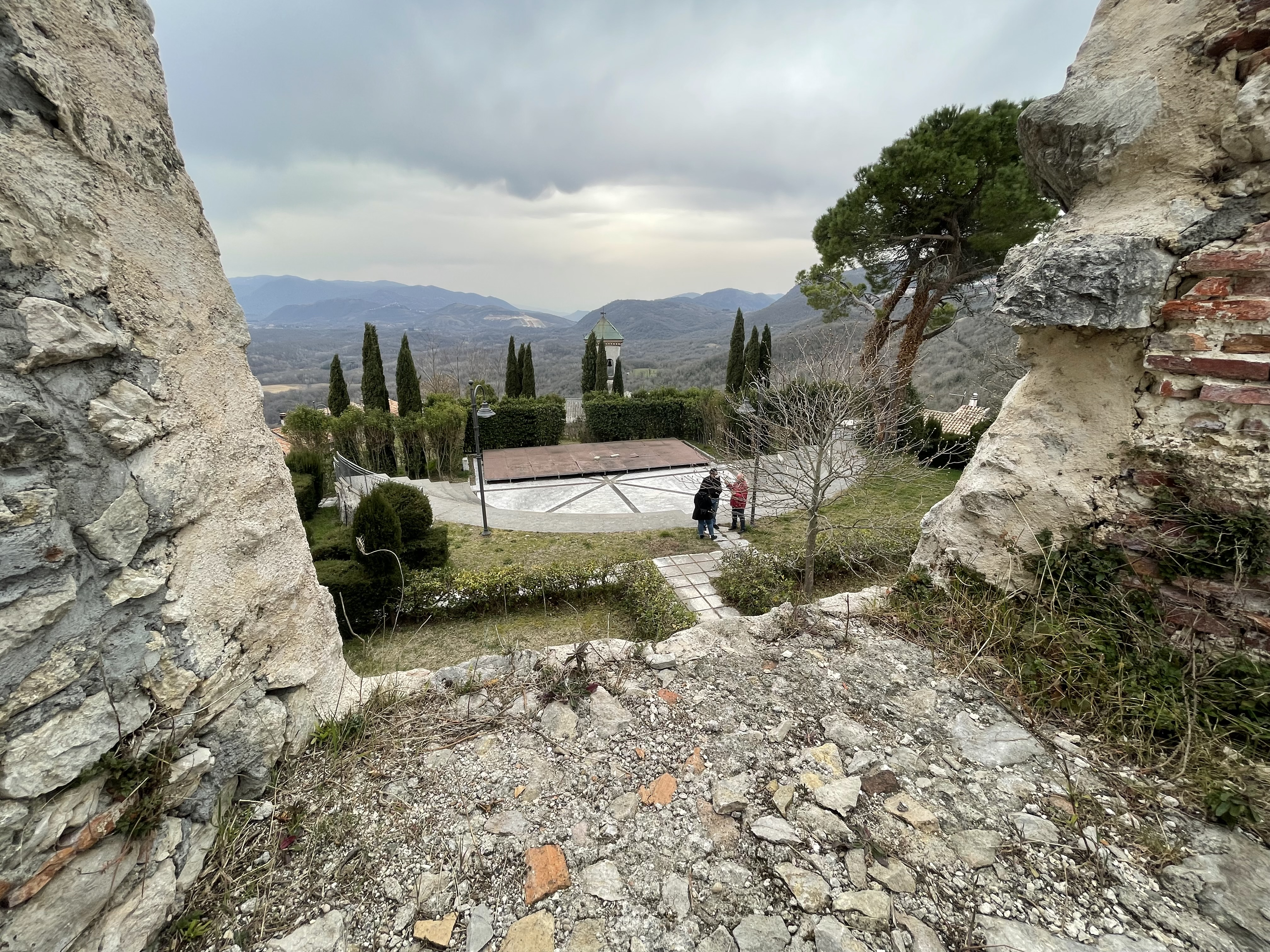
Il teatro all'aperto sulla piazza del Castello Borghese.
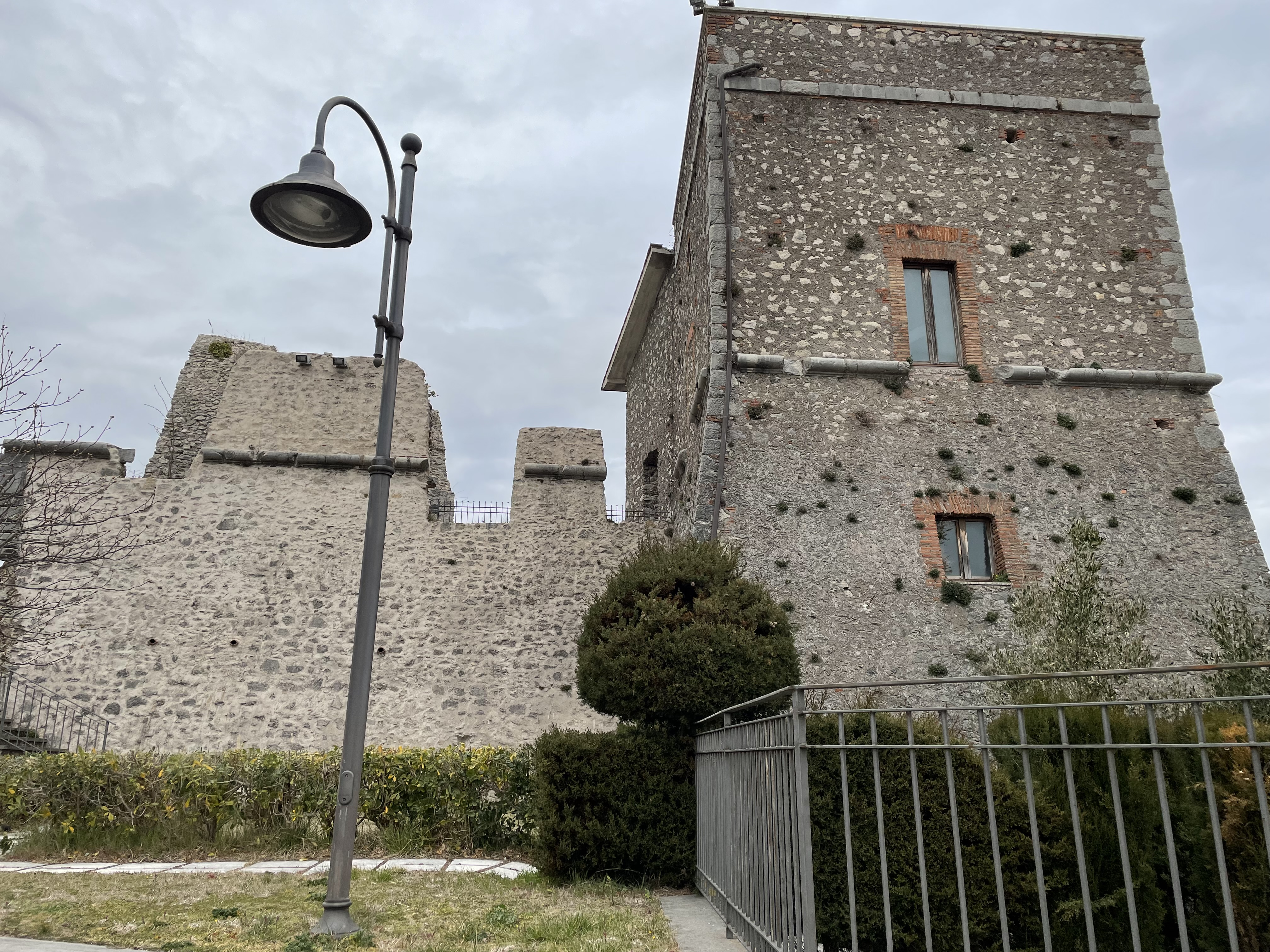
La Torretta del Castello Borghese.